# 우중산책
"우중산책"(영어: Walking In The Rain)는 1994년 제작한 드라마 영화이다. 임순례가 감독, 각본, 제작을 맡은 작품이다.

## 출연
주연
- 동방우 - 영사기사 역

조연
- 서영욱 - 가발 남 역

## 기타
- 조명: 박종환
- 동시녹음: 오세진
- 의상/분장: 허석도